# Pulford
Pulford è un villaggio ed ex parrocchia civile dell'Inghilterra, appartenente alla contea del Cheshire.